# ايرين فيشر
ايرين فيشر (بالألمانية: Irene Fischer) (و. 1959 – م) هي ممثلة، وممثلة أفلام، من ألمانيا، ولدت في فرانكفورت.

## وصلات خارجية
- ايرين فيشر على موقع IMDb (الإنجليزية)
- ايرين فيشر على موقع أول موفي (الإنجليزية)
- ايرين فيشر على موقع قاعدة بيانات الفيلم (الإنجليزية)
- ايرين فيشر على موقع كينوبويسك (الروسية)